# Screen Actors Guild Award du meilleur acteur dans un second rôle

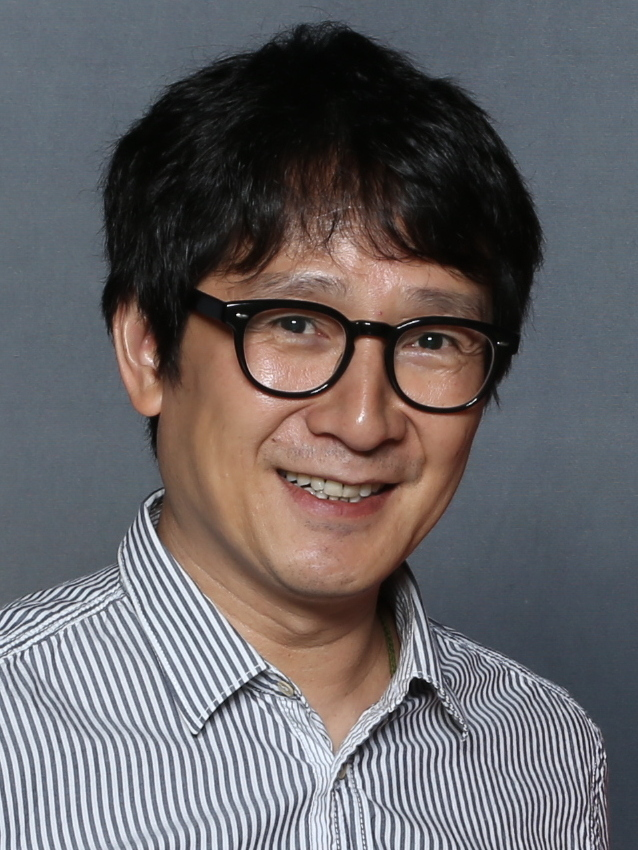
Le lauréat de 2022 : Ke Huy Quan

Le Screen Actors Guild Award du meilleur acteur dans un second rôle (Screen Actors Guild Award for Outstanding Performance by a Male Actor in a Supporting Role) est le prix remis chaque année depuis 1995 par la Screen Actors Guild. 

## Palmarès
Le lauréat est indiqué en gras.

Le symbole « ♙ » indique une nomination et « ♕ » le gagnant de l'Oscar du meilleur acteur dans un second rôle la même année.

### Années 1990
- 1995 : Martin Landau pour le rôle de Bela Lugosi dans Ed Wood ♕
  - Samuel L. Jackson pour le rôle de Jules Winnfield dans Pulp Fiction ♙
  - Chazz Palminteri pour le rôle de Cheech dans Coups de feu sur Broadway (Bullets Over  Broadway) ♙
  - Gary Sinise pour le rôle de Dan Taylor dans Forrest Gump ♙
  - John Turturro pour le rôle de Herb Stempel dans Quiz Show

- 1996 : Ed Harris pour le rôle de Gene Kranz dans Apollo 13♙
  - Kevin Bacon  pour le rôle de Henri Young dans  Meurtre à Alcatraz (Murder in the First)
  - Kenneth Branagh pour le rôle de Iago dans Othello
  - Don Cheadle pour le rôle de Mouse Alexander dans Le Diable en robe bleue (Devil in a Blue Dress)
  - Kevin Spacey pour le rôle de Roger "Verbal" Kint dans Usual Suspects (The Usual Suspects) ♕

- 1997 : Cuba Gooding Jr.  pour le rôle de Rod Tidwell dans Jerry Maguire ♕
  - Hank Azaria pour le rôle d'Agador dans Birdcage (The Birdcage)
  - Nathan Lane pour le rôle d'Albert Goldman dans Birdcage (The Birdcage)
  - William H. Macy pour le rôle de Jerry Lundegaard dans Fargo ♙
  - Noah Taylor pour le rôle de David Helfgott (jeune) dans Shine

- 1998 : Robin Williams pour le rôle de Sean Maguire dans  Will Hunting (Good Will Hunting) ♕
  - Billy Connolly pour le rôle de John Brown dans La Dame de Windsor (Mrs. Brown)
  - Anthony Hopkins pour le rôle de John Quincy Adams dans Amistad ♙
  - Greg Kinnear pour le rôle de Simon Bishop dans Pour le pire et pour le meilleur (As Good as  It Gets) ♙
  - Burt Reynolds pour le rôle de Jack Horner dans Boogie Nights ♙

- 1999 : Robert Duvall pour le rôle de Jerome Facher dans  Préjudice (A Civil Action) ♙
  - James Coburn pour le rôle de Glen Whitehouse dans Affliction ♕
  - David Kelly pour le rôle de Michael O'Sullivan dans Vieilles Canailles (Waking Ned)
  - Geoffrey Rush pour le rôle de Philip Henslowe dans Shakespeare in Love ♙
  - Billy Bob Thornton pour le rôle de Jacob Mitchell dans Un plan simple (A Simple  Plan) ♙

### Années 2000
- 2000 : Michael Caine pour le rôle de Wilbur Larch  dans L'Œuvre de  Dieu, la part du Diable (The Cider  House Rules) ♕
  - Chris Cooper pour le rôle de Frank Fitts dans American Beauty
  - Tom Cruise pour le rôle de Frank "T.J." Mackey dans Magnolia ♙
  - Michael Clarke Duncan pour le rôle de John Coffey dans La Ligne verte (The Green Mile) ♙
  - Haley Joel Osment pour le rôle de Cole Sear dans Sixième Sens (The Sixth Sense) ♙

- 2001 : Albert Finney pour le rôle de Edward L. Masry dans Erin Brockovich, seule contre tous (Erin Brockovich) ♙
  - Jeff Bridges pour le rôle du Président Jackson Evans  dans Manipulations (The Contender) ♙
  - Willem Dafoe pour le rôle de Max Schreck dans L'Ombre du vampire (Shadow of the Vampire) ♙
  - Joaquin Phoenix pour le rôle de l'Empereur Commode dans Gladiator ♙
  - Gary Oldman pour le rôle du sénateur Sheldon Runyon dans Manipulations (The Contender)

- 2002 : Ian McKellen pour le rôle de Gandalf dans Le Seigneur des anneaux : La Communauté de l'anneau (The Lord of  the Rings: The Fellowship of the Ring) ♙
  - Jim Broadbent pour le rôle de John Bayley dans Iris ♕
  - Hayden Christensen pour le rôle de Sam Monroe dans La Maison sur l'océan (Life as a House)
  - Ethan Hawke pour le rôle de Jake Hoyt dans Training Day ♙
  - Ben Kingsley pour le rôle de Don Logan dans Sexy Beast ♙

- 2003 : Christopher Walken pour le rôle de Frank Abagnale Sr. dans Arrête-moi si tu peux (Catch Me If You Can) ♙
  - Chris Cooper pour le rôle de John Laroche dans Adaptation (Adaptation.) ♕
  - Ed Harris pour le rôle de Richard Brown dans The Hours ♙
  - Alfred Molina pour le rôle de Diego Rivera dans Frida
  - Dennis Quaid pour le rôle de Frank Whitaker dans Loin du paradis (Far from Heaven)

- 2004 : Tim Robbins pour le rôle de Dave Boyle dans Mystic River ♕
  - Alec Baldwin pour le rôle de Shelly Kaplow dans Lady Chance (The Cooler)  ♙
  - Chris Cooper pour le rôle de Tom Smith dans Pur Sang, la légende de Seabiscuit (Seabiscuit)
  - Benicio del Toro pour le rôle de Jack Jordan dans 21 Grammes (21 Grams) ♙
  - Ken Watanabe pour le rôle de Katsumoto dans Le Dernier Samouraï (The Last Samurai) ♙

- 2005 : Morgan Freeman pour le rôle d'Eddie "Scrap-Iron" Dupris  dans Million Dollar Baby ♕
  - James Garner pour le rôle de  Noah Calhoun (âgé) dans N'oublie jamais (The Notebook)
  - Jamie Foxx pour le rôle de Max Durocher dans Collatéral (Collateral) ♙
  - Thomas Haden Church pour le rôle de Jack dans Sideways ♙
  - Freddie Highmore pour le rôle de Peter Llewelyn Davies dans Neverland (Finding Neverland)

- 2006 : Paul Giamatti pour le rôle de Joe Gould  dans De l'ombre à la lumière (Cinderella Man) ♙
  - Don Cheadle pour le rôle de Graham Waters dans Collision (Crash)
  - George Clooney pour le rôle de Bob Barnes dans Syriana ♕
  - Matt Dillon pour le rôle de John Ryan dans Collision (Crash) ♙
  - Jake Gyllenhaal pour le rôle de Jack Twist dans Le Secret de Brokeback Mountain (Brokeback Mountain) ♙

- 2007 : Eddie Murphy pour le rôle de James "Thunder" Early dans Dreamgirls ♙
  - Alan Arkin pour le rôle d'Edwin Hoover dans Little Miss Sunshine ♕
  - Leonardo DiCaprio pour le rôle de William "Billy" Costigan Jr. dans Les Infiltrés (The Departed)
  - Jackie Earle Haley pour le rôle de Ronald James McGorvey dans Little Children ♙
  - Djimon Hounsou pour le rôle de Solomon Vandy dans Blood Diamond ♙

- 2008 : Javier Bardem pour le rôle d'Anton Chigurh dans No Country for Old Men ♕
  - Casey Affleck pour le rôle de Robert Ford dans L'Assassinat de Jesse James par le lâche Robert Ford (The  Assassination of Jesse James by the Coward Robert Ford) ♙
  - Hal Holbrook pour le rôle de Ron Franz dans Into the Wild ♙
  - Tommy Lee Jones pour le rôle d'Ed Tom Bell dans No Country for Old Men
  - Tom Wilkinson pour le rôle d'Arthur Edens dans Michael Clayton ♙

- 2009 : Heath Ledger pour le rôle du Joker dans The Dark Knight : Le Chevalier noir (The Dark Knight) ♕
  - Josh Brolin pour le rôle de Dan White dans Harvey Milk (Milk) ♙
  - Robert Downey Jr. pour le rôle de Kirk Lazarus dans Tonnerre sous les tropiques (Tropic Thunder) ♙
  - Philip Seymour Hoffman pour le rôle du Père Brendan Flynn dans Doute (Doubt) ♙
  - Dev Patel pour le rôle de Jamal Malik dans Slumdog Millionaire

### Années 2010
- 2010 : Christoph Waltz pour le rôle du Colonel Hans Landa dans Inglourious Basterds ♕
  - Matt Damon pour le rôle de Francois Pienaar dans Invictus ♙
  - Woody Harrelson pour le rôle du Capitaine Tony Stone dans The Messenger ♙
  - Christopher Plummer pour le rôle de Léon Tolstoï dans The Last Station ♙
  - Stanley Tucci pour le rôle de George Harvey dans Lovely Bones (The Lovely Bones) ♙

- 2011 : Christian Bale pour le rôle de Dickie Eklund dans Fighter (The Fighter) ♕
  - John Hawkes pour le rôle de Teardrop dans Winter's Bone ♙
  - Jeremy Renner pour le rôle de James Coughlin dans The Town ♙
  - Mark Ruffalo pour le rôle de Paul dans Tout va bien, The Kids Are All Right (The Kids Are All Right) ♙
  - Geoffrey Rush pour le rôle de Lionel Logue dans Le Discours d'un roi (The King's Speech) ♙

- 2012 : Christopher Plummer pour le rôle de Hal dans Beginners ♕
  - Kenneth Branagh pour le rôle de Laurence Olivier dans My Week with Marilyn ♙
  - Armie Hammer pour le rôle de Clyde Tolson dans J. Edgar
  - Jonah Hill pour le rôle de Peter Brand dans Le Stratège (Moneyball) ♙
  - Nick Nolte pour le rôle de Paddy Conlon dans Warrior ♙

- 2013 : Tommy Lee Jones pour le rôle de Thaddeus Stevens dans Lincoln ♙
  - Alan Arkin pour le rôle de Lester Siegel dans Argo ♙
  - Javier Bardem pour le rôle de Raoul Silva dans Skyfall
  - Robert De Niro pour le rôle de Pat Solitano Sr dans Happiness Therapy (Silver Linings Playbook) ♙
  - Philip Seymour Hoffman pour le rôle de Lancaster Dodd dans The Master ♙

- 2014 : Jared Leto pour le rôle de Rayon dans Dallas Buyers Club ♙
  - Barkhad Abdi pour le rôle de Abduwali Muse dans Capitaine Phillips ♙
  - Daniel Brühl pour le rôle de Niki Lauda dans Rush
  - Michael Fassbender pour le rôle de Edwin Epps dans Twelve Years a Slave ♙
  - James Gandolfini pour le rôle d'Albert dans All About Albert (Enough Said) (nomination posthume)

- 2015 : J. K. Simmons pour le rôle de Terence Fletcher dans Whiplash ♕
  - Robert Duvall pour le rôle de Joseph Palmer dans Le Juge (The Judge) ♙
  - Ethan Hawke pour le rôle de Mason Sr. dans Boyhood ♙
  - Edward Norton pour le rôle de Mike Shiner dans Birdman ♙
  - Mark Ruffalo pour le rôle de Dave Schultz dans Foxcatcher ♙
- 2016 : Idris Elba pour le rôle du Commandant dans Beasts of No Nation
  - Christian Bale pour le rôle de Michael Burry dans The Big Short : Le Casse du siècle (The Big Short) ♙
  - Mark Rylance pour le rôle de Rudolf Abel dans Le Pont des espions (Bridge of Spies) ♙
  - Michael Shannon pour le rôle de Rick Carver dans 99 Homes
  - Jacob Tremblay pour le rôle de Jack Newsome dans Room
- 2017 : Mahershala Ali pour le rôle de Juan dans Moonlight ♕
  - Jeff Bridges pour le rôle de Marcus Hamilton dans Comancheria (Hell or High Water) ♙
  - Hugh Grant pour le rôle de St. Clair Bayfield dans Florence Foster Jenkins
  - Lucas Hedges pour le rôle de Chandler Lee dans Manchester by the Sea ♙
  - Dev Patel pour le rôle de Saroo Brierley dans Lion ♙
- 2018 : Sam Rockwell pour le rôle de Jason Dixon dans Three Billboards : Les Panneaux de la vengeance (Three Billboards Outside Ebbing, Missouri) ♕
  - Steve Carell pour le rôle de Robert Riggs dans Battle of the Sexes
  - Willem Dafoe pour le rôle de Bobby Hicks dans The Florida Project ♙
  - Woody Harrelson pour le rôle de William Willoughby dans Three Billboards : Les Panneaux de la vengeance (Three Billboards Outside Ebbing, Missouri) ♙
  - Richard Jenkins pour le rôle de Giles dans La Forme de l'eau (The Shape of Water) ♙

- 2019 : Mahershala Ali pour le rôle de Don Shirley dans Green Book : Sur les routes du sud (Green Book)♙
  - Timothée Chalamet pour le rôle de Nic Sheff dans Beautiful Boy
  - Adam Driver pour le rôle de Flip Zimmerman dans BlacKkKlansman : J'ai infiltré le Ku Klux Klan (BlacKkKlansman) ♙
  - Sam Elliott pour le rôle de Bobby Maine dans A Star Is Born ♙
  - Richard E. Grant pour le rôle de Jack Hock dans Can You Ever Forgive Me? ♙

### Années 2020
- 2020 : Brad Pitt pour le rôle de Cliff Booth dans Once Upon a Time… in Hollywood
  - Jamie Foxx pour le rôle de Walter McMillian dans La Voie de la justice (Just Mercy)
  - Tom Hanks pour le rôle de Fred Rogers dans Un ami extraordinaire (A Beautiful Day in the Neighborhood)
  - Al Pacino pour le rôle de James Riddle « Jimmy » Hoffa dans The Irishman
  - Joe Pesci pour le rôle de Russell Bufalino dans The Irishman

- 2021 : Daniel Kaluuya pour le rôle de Fred Hampton dans Judas and the Black Messiah
  - Sacha Baron Cohen pour le rôle d'Abbie Hoffman dans Les Sept de Chicago (The Trial of the Chicago 7)
  - Chadwick Boseman pour le rôle de Norman Earl Holloway dans Da 5 Bloods : Frères de sang (Da 5 Bloods)
  - Jared Leto pour le rôle d'Albert Sparma dans Une affaire de détails (The Little Things)
  - Leslie Odom Jr. pour le rôle de Sam Cooke dans One Night in Miami

- 2022 : Troy Kotsur pour le rôle de Frank Rossi dans Coda
  - Ben Affleck pour le rôle de Charlie Maguire dans The Tender Bar
  - Bradley Cooper pour le rôle de Jon Peters dans Licorice Pizza
  - Jared Leto pour le rôle de Paolo Gucci dans House of Gucci
  - Kodi Smit-McPhee pour le rôle de Peter Gordon dans The Power of the Dog

- 2023 : Ke Huy Quan pour le rôle de Waymond Wang dans Everything Everywhere All at Once
  - Paul Dano pour le rôle de Burt Fabelman dans The Fabelmans
  - Brendan Gleeson pour le rôle de Colm Doherty dans Les Banshees d'Inisherin
  - Barry Keoghan pour le rôle de Dominic Kearney dans Les Banshees d'Inisherin
  - Eddie Redmayne pour le rôle de Charles Cullen dans Meurtres sans ordonnance (The Good Nurse)

- 2024 : Robert Downey Jr. pour le rôle de Lewis Strauss dans Oppenheimer
  - Sterling K. Brown pour le rôle de Clifford "Cliff" Ellison dans American Fiction
  - Willem Dafoe pour le rôle du Dr Godwin Baxter dans Pauvres Créatures
  - Robert De Niro pour le rôle de William King Hale dans Killers of the Flower Moon
  - Ryan Gosling pour le rôle de Ken dans Barbie

- 2025 : Kieran Culkin pour le rôle de Benji Kaplan dans A Real Pain
  - Jonathan Bailey pour le rôle de Fiyero Tigelaar dans Wicked
  - Iouri Borissov pour le rôle d'Igor dans Anora
  - Edward Norton pour le rôle de Pete Seeger dans Un parfait inconnu (A Complete Unknown)
  - Jeremy Strong pour le rôle de Roy Cohn dans The Apprentice

## Statistiques

### Nominations  multiples
3 : Chris Cooper, Willem Dafoe, Jared Leto
2 : Mahershala Ali, Alan Arkin, Christian Bale, Javier Bardem, Kenneth Branagh, Jeff Bridges, Don Cheadle, Robert De Niro, Robert Downey Jr., Robert Duvall, Woody Harrelson, Ed Harris, Ethan Hawke, Philip Seymour Hoffman, Tommy Lee Jones, Dev Patel, Christopher Plummer, Mark Ruffalo, Geoffrey Rush

### Récompenses multiples
- 2 : Mahershala Ali